# MS Antivirus
MS Antivirus är ett virus som ger sken av att vara ett antivirusprogram och som påverkar datorer som använder Microsofts operativsystem. Viruset är känt under flera namn, till exempel Antivirus 2008.
Viruset visar på bakgrundsbilden att man har fått ett spyware eller liknande i systemet. Viruset startar falska sökningar på dator efter virus. Sökningarna visar oftast ett flertal olika trojaner, maskar och spyware. Efter sökningen står det att man ska köpa AntiVirus 2008 Pro eller liknande.
Ibland byter viruset inte bakgrundsbild men man kan märka av det på andra sätt: Det kommer till nya länkar till internetplatser som heter "antivirus 2008 Pro" eller liknande. Startmenyn ändras: Man kommer ibland inte åt "den här datorn", en del objekt där försvinner.
Det går INTE att göra en systemåterställning eftersom den funktionen har inaktiverats av viruset.
Det finns liknande produkter som antivirus 2008 pro, exempelvis: AntiSpyware 2008 Pro, VirusRemover Pro Edition, WinAntiSpyProtect, AntiVirus XP 2008, Advanced Antivirus, Error smart, PestCapture 3.2, AntiSpyware suite.
De kan undvikas genom att ha ett bra antivirusprogram.